# Поповичівська сільська рада
Поповичівська сільська рада — колишня адміністративно-територіальна одиниця та орган місцевого самоврядування у Ковельському районі Волинської області з центром у селі Поповичі.
Припинила існування 18 листопада 2015 року через об'єднання до складу Голобської селищної територіальної громади Волинської області. Натомість утворено Поповичівський старостинський округ при Голобській селищній громаді.

## Населені пункти
Сільській раді підпорядковувались населені пункти:
- с. Поповичі
- с. Борщівка
- с. Великий Порськ
- с. Жмудче
- с. Малий Порськ
- с. Свидники

## Склад ради
Сільська рада складалась з 18 депутатів та голови. Склад ради: 14 депутатів (77.8 %) — самовисуванці та 4 депутатів (22.2 %) — від партії Сильна Україна. 

## Керівний склад сільської ради
| ПІБ                             | Основні відомості                                                 | Дата обрання | Дата звільнення |
| ------------------------------- | ----------------------------------------------------------------- | ------------ | --------------- |
| Савлук Андрій Павлович          | Сільський голова, 1965 року народження, освіта, безпартійний      | 26.03.2006   | 31.10.2010      |
| Мартинець Віталій Анастасійович | Сільський голова, 1963 року народження, освіта вища, безпартійний | 31.10.2010   |                 |

Примітка: таблиця складена за даними джерела

## Населення
Населення сільської ради згідно з переписом населення 2001 року становить 1,588 осіб. 
| Населенні пункти  | 2001 рік | 1989 рік |
| ----------------- | -------- | -------- |
| Борщівка          | 181      | 200      |
| Великий Порськ    | 272      | 330      |
| Жмудче            | 354      | 420      |
| Малий Порськ      | 260      | 300      |
| Свидники          | 171      | 320      |
| Поповичі          | 350      | 770      |
| Сукупне населення | 1,588    | 2,340    |

### Мова
Розподіл населення за рідною мовою за даними перепису 2001 року:
| Мова       | Відсоток |
| ---------- | -------- |
| українська | 99,62 %  |
| російська  | 0,19 %   |
| білоруська | 0,13 %   |
| вірменська | 0,06 %   |

## Географія
Сільрада розташована в південно-східній частині Ковельського району. Граничить з півдня з Рожищенським районом. Із західного боку межує з Голобською селищною радою. Село Поповичі знаходиться всього за кілька кілометрів на схід від селища Голоби.
Через село Свидники та повз села Малий Порськ та Поповичі проходить траса E85, що з'єднує Берестя з Чернівцями, в межах України автошлях М19, ділянка Луцьк—Ковель. Паралельно з шосе тягнеться залізниця. В селі Свидники є зупинний пункт Стохід. Найближча залізнична станція — Голоби. 
З південного боку за 1.5—2 км від сіл Свидники та Малий Порськ, та обабіч села Борщівка, протікає річка Стохід (права притока Прип'яті, басейн Дніпра). 